# Кјурдамирски рејон
Кјурдамирски рејон (азер. Kürdəmir rayonu), једна је од 78 административно-територијалних јединица Азербејџана. Налази се у пределу региона Аран. Административни центар рејона се налази у граду Кјурдамир. 
Кјурдамирски рејон обухвата површину од 1.630 km² и има 105.700 становника (подаци из 2011). 
Административно, рејон се даље дели у 60 мањих општина.